# Tang Dynasty
Tang Dynasty (chinesisch 唐朝, Pinyin táng cháo, zu deutsch Tang-Dynastie) gilt als die erste Metal-Band der Volksrepublik China. Ihr erstes Album wird allgemein als revolutionär in Hinsicht auf die Verbindung von traditioneller Chinesischer Oper und Metal-Musik angesehen.
In ihrer Entstehungszeit war Tang Dynastys Musik weitgehend melancholisch, getragen und depressiv. Verloren in ihrem Versuch in eine imaginäre Traumwelt voller Kontraste zu entfliehen. Die Musik erzählte, wie Tang-Dynastie Ehrlichkeit und wahre Gefühle sahen.

## Geschichte
1988 trafen sich Ding Wu, Zhang Ju, Kaiser Guo (US) und Andrew Szabo (US) auf einer Party und beschlossen, die Gruppe Tang Dynasty zu gründen. Die Band spielte mehrere kleinere Gigs auf verschiedenen Partys und musste ihre Tourpläne durch China nach dem Tian’anmen-Massaker 1989 aufgeben. Kaiser Guo und Andrew Szabo kehrten daraufhin in die USA zurück.
Im Herbst 1989 trafen Ding Wu und Zhang Ju die Musiker Liu Yijun (Lao Wu) und Zhao Nian, welche sich beide Tang Dynasty anschlossen.
Im Februar 1990 wurde es Tang Dynasty gestattet, auf dem Festival für Moderne Musik (Xiandai Yingyuehui) vor 18.000 Menschen zu spielen. Die Tang Dynasty entgegengebrachte Euphorie überraschte Band und Veranstalter.
Im Mai 1990 spielte Tang Dynasty während der Eröffnungszeremonie zu den Asienspielen im Worker’s Stadium in Peking vor mehr als 100.000 Menschen. Die chinesische Regierung hatte den Plan, der Welt ein modernes China zu präsentieren, in dem sie einer modernen Band erlaubte zu spielen.
Der Erfolg, den Tang Dynasty mit diesem Konzert hatten, half ihr, die taiwanische Schallplattenfirma Rolling Stone (Gun Shi) zu überzeugen und die Band unter Vertrag zu nehmen.
Ausgestattet mit einem Aufnahmestudio und einem Übungsraum nahmen Tang Dynasty bis zum Dezember 1991 11 Lieder auf und veröffentlichten 1992 ihr erstes Album „A dream return to Tang Dynasty“ (Chinas erstes eigenes Heavy Metal Album). Nach Statistiken einer taiwanesischen Schallplattenfirma wurden von diesem Album mehr als 700.000 legale Kopien verkauft sowie weit mehr als 1,3 Millionen illegale und ungezählte illegale Best-Of-Collections.
1995 starb der Bassist Zhang Ju bei einem Autounfall. Ein Jahr später verließ Liu Yijun die Band und wurde durch Gründungsmitglied Kaiser Guo ersetzt.

## Mitglieder
Ding WuFrontsänger von Tang Dynasty wurde am 30. Dezember 1962 in Peking geboren und verbrachte die meiste Zeit seiner Jugend in der nördlichen Provinz Heilongjiang, bevor er 1972 nach Peking zurückkehrte und an der Industrial Arts Academy studierte. Nach seinem Abschluss begann er an einem der vielen Colleges Pekings zu arbeiten, wo er zum ersten Mal Kontakt zu westlicher Rockmusik bekam. Im Jahre 1981 kaufte Ding Wu sich seine erste elektrische Gitarre, mit welcher er sofort zu üben anfing. 1984 schloss er sich der Gruppe Bu Dao Wung an, wechselte dann 1986 zur Gruppe Hei Bao (Schwarzer Panther).
Zhang JuZhang Ju wurde 1970 in Peking als jüngstes von drei Kindern geboren. 1984 begann er Gitarre zu lernen und wechselte 1986 zu Bass. Er verstarb 1995 bei einem Autounfall.
Lao WuLao Wu wurde 1963 in Tianjin geboren und war der Leadgitarrist der Gruppe White Angel, bevor er sich Tang Chao anschloss.
Zhao NianZhao Nian wurde 1961 in Peking geboren und spielte vorher in der Band The Mirco-organists.

## Diskografie
- 1991 / 1992: A Dream Returns to Tang Dynasty (梦回唐朝)
- 1997: Goodbye Zhangju (再见张炬)
- 1998: Epic (演义)
- 2008: Romantic Knight (浪漫騎士)
- 2010: Ups and Downs (沉浮)
- 2013: Prick (芒刺)